# Franciszek Jozjasz
Franciszek Jozjasz (ur. 25 września 1697 w Saalfeld/Saale, zm. 16 września 1764 w Bad Rodach) – książę Saksonii-Coburga-Saalfeld.
Był czwartym synem Jana Ernesta IV, księcia Saksonii-Coburga-Saalfeld, a trzecim drugiej żony swojego ojca, Charlotty Joanny z Waldeck-Pyrmont.
W młodości Franciszek Jozjasz służył w armii cesarskiej.
28 lipca 1720 zmarł jego starszy brat Wilhelm Fryderyk (ur. 16 sierpnia 1691 w Arolsen), a 30 grudnia 1720 zmarł drugi brat Karol Ernest (ur. 12 września 1692 w Saalfeld/Saale), więc był drugim kandydatem do odziedziczenia tytułu księcia Saksonii-Coburga-Saalfeld. Po śmierci Jana Ernesta IV księciem został Christian Ernest, przyrodni brat Franciszka Jozjasza. Dopiero po śmierci Chrystiana Ernesta Franciszek Jozjasz został księciem Saksonii-Coburga-Saalfeld.

## Małżeństwo i potomstwo
2 stycznia 1723 Franciszek Jozjasz ożenił się z Anną Sofią ze Schwarzburga-Rudolstadt. Mieli ośmioro dzieci:
1. Ernest Fryderyk (ur. 8 marca 1724 w Saalfeld/Saale, zm. 8 września 1800 Coburg).
2. Johann Wilhelm (ur. 11 maja w Coburgu 1726 – 4 czerwca 1745 w Hohenfriedberg).
3. Anna Zofia (ur. 3 września 1727 w Coburgu, zm. 10 listopada 1728 w Coburg).
4. Chrystian Franciszek (ur. 25 stycznia 1730 w Coburgu, zm. 18 września 1797).
5. Charlotta Zofia (ur. 24 września 1731 w Coburgu, zm. 2 sierpnia 1810 w Schwerinie) 13 maja 1755 wyszła za mąż za Ludwika z Meklemburgii-Schwerin.
6. Fryderyka Magdalena (ur. 21 sierpnia 1733 w Coburgu, zm. 29 marca 1734 w Coburgu).
7. Fryderyka Karolina (ur. 24 czerwca 1735 w Coburgu, zm. 18 lutego 1791 w Schloß Schwaningen), 22 października 1754 wyszła za mąż za Karola Aleksandra, magrabiego Brandenburg-Ansbach.
8. Fryderyk Jozjasz (ur. 26 grudnia 1737 w Coburgu, zm. 26 lutego 1815 w Coburgu).

W 1736 został odznaczony Orderem Orła Białego.

## Przodkowie
| 4. Ernest I Pobożny 1601-1675                     |  |                                                 |  |  |                                                                   |
|                                                   |  | 2. Jan Ernest IV 1658-1729                      |  |  |                                                                   |
| 5. Elżbieta Zofia z Saksonii-Altenburga 1619-1680 |  |                                                 |  |  |                                                                   |
|                                                   |  |                                                 |  |  | 1. Franciszek Jozjasz, książę Saksonii-Coburga-Saalfeld 1697-1764 |
| 6. Jozjasz II, hrabia Waldeck Pyrmont 1636-1669   |  |                                                 |  |  |                                                                   |
|                                                   |  | 3. Charlotta Joanna z Waldeck-Pyrmont 1664-1699 |  |  |                                                                   |
| 7. Wilhelmina Krystyna z Nassau-Siegen 1629-1700  |  |                                                 |  |  |                                                                   |
|                                                   |  |                                                 |  |  |                                                                   |